# Емельянова, Ирина Евгеньевна
Емельянова Ирина Евгеньевна (родилась 25 августа 1977 года, г. Челябинск) — российский учёный, педагог, доктор педагогических наук, профессор кафедры педагогики и психологии детства Южно-Уральского государственного гуманитарно-педагогического университета (ЮУрГГПУ), руководитель экспериментальных площадок дошкольных образовательных организаций. Известна своими работами в области теории и методики обучения и воспитания (по областям и уровням образования). Её труды опубликованы в таких издательствах, как «СибАК», научно-практический журнал (включён в перечень ВАК при Минобрнауки РФ) «Современное Дошкольное Образование», Комитет по делам образования города Челябинска «Образовательный портал», в международных, российских и региональных периодических изданиях, материалах конференций, вузовских сборниках. Основные направления деятельности Ирины Евгеньевны: развитие детской одарённости в аспекте духовно-творческой самореализации, теория решения изобретательских задач (ТРИЗ), развитие «мягких навыков» у детей (soft skills), развитие конструкторских способностей детей дошкольного возраста средствами робототехники, информационная грамотность детей дошкольного возраста, педагогическая конфликтология и т. д.

## Биография
В 1996 году с отличием окончила Челябинское педагогическое училище № 1 по специальности «учитель начальных классов, руководитель изотворчества».
В 1999 году с отличием окончила Челябинский государственный педагогический университет по специальности «Педагогика и методика начального образования».
1996 −2003 гг. — учитель начальных классов школы № 95 г. Челябинска;
с 2003 — преподаватель Южно-Уральского государственного гуманитарно-педагогического университета:
2003—2006 гг. — старший преподаватель кафедры педагогики;
2006—2013 гг. — доцент кафедры Педагогики и психологии детства;
2006—2007 гг. — заместитель декана по заочному обучению факультета дошкольного образования;
с 2013 г. — профессор кафедры Педагогики и психологии детства. Преподаваемые дисциплины: Педагогика, История педагогики, Методология и методы научного исследования, Актуальные проблемы педагогики и психологии, Подготовка детей к обучению в школе, Основы работы с одарёнными детьми, Философия образования и науки, Психология и педагогика детской одарённости, Научный семинар, Инновации в современном образовании, Современные проблемы дошкольного образования;
2015—2019 гг. — заведующий кафедрой Педагогики и психологии детства;
с 2015 г. — руководитель ОПОП аспирантуры по специальности 44.06.01 Образование и педагогические науки;
2013 г. — Ученый секретарь диссертационного совета Д 212.295.04 по защите докторских и кандидатских диссертаций при ФГБОУ ВО «ЮУрГГПУ» специальность 5.8.2 (уровень дошкольного образования; русский язык, уровень начального образования);
2017 г. — Член диссертационного совета по специальностям Дошкольное обучение и воспитание и Педагогика и методика начального обучения.

## Научно-педагогическая деятельность
Емельянова Ирина Евгеньевна известна своими работами в области дошкольного образования. Основная область научных интересов – детская одаренность, концепция Антихрупкого образования, Технология спасения жизни детей дошкольного возраста в чрезвычайных ситуациях террористического характера.
Впервые в трудах автора рассмотрен потенциал дошкольного возраста в становлении личности одарённого человека.
Впервые Емельяновой И.Е. и Котловановой О.В. были представлены науке ролевые стратегии спасения жизни в чрезвычайных ситуациях террористического характера и внедрены в практику дошкольного образования. https://cyberleninka.ru/article/n/effektivnost-formirovaniya-predstavleniy-o-bezopasnom-povedenii-pri-chrezvychaynyh-situatsiyah-terroristicheskogo-haraktera-u-detey Соавтор программы «Безопасный Я в безопасном мире» https://up74.ru/articles/news/130172/
Емельянова И.Е. автор концепции Антихрупкого образования. Впервые представлен авторский взгляд на образование через призму антихрупкости, которая позволит сохранять самосознание человека, его императивы во взаимодействии с природой и техникой, выстраивая траекторию духовно-творческой самореализации человека в киберпространстве за счёт самоидентификации.
Ирина Евгеньевна известна как автор широко применяемых в отечественной образовательной практике научно-методических разработок по развитию личности дошкольника в современной образовательной среде.
В настоящее время является доктором педагогических наук, профессором кафедры педагогики и психологии детства ЮУрГГПУ. Емельянова Ирина — член диссертационного совета по защите докторских и кандидатских диссертаций при ФГБОУ ВО «ЮУрГГПУ» (уровень дошкольного образования; русский язык, уровень начального образования).
Преподаваемые дисциплины: Педагогика, История педагогики, Методология и методы научного исследования, Актуальные проблемы педагогики и психологии, Подготовка детей к обучению в школе, Основы работы с одарёнными детьми, Технологии педагогической поддержки детей с особыми образовательными потребностями, Философия образования и науки, Психология и педагогика детской одарённости, Научный семинар.
Как преподаватель кафедры участвует в реализации научных проектов: — Российского фонда фундаментальных исследований «Становление основ информационной грамотности дошкольников» (руководитель проекта).
Ирина Евгеньевна принимала участие в Белгородском образовательном салоне «Инновации в дошкольном образовании» в рамках регионального проекта «Формирование детствосберегающего пространства дошкольного образования Белгородской области („Дети в приоритете“)» в целях реализации мероприятий Десятилетия Детства и национальных проектов «Образование» и «Демография» — БЕЛСО 2020 и БЕЛСО 2021.

## Награды, премии и благодарности
- Членство в Российской Академии Естествознания[7];
- Победитель районного конкурса «Учитель года-98»;
- 1 место в районном конкурсе «Учитель года-99»;
- Финалист областного конкурса «Учитель года — 99»;
- Лауреат премии Губернатора Челябинской области работникам образования — 1999 г.;
- Лауреат Международного конкурса учителей (Артек) — 2000 г.;
- Почётная грамота Министерства образования и науки РФ — 2012 г.[8];
- Медаль ЧГПУ «За трудовые заслуги» III степени — 2014 г.;
- Почётная грамота Администрации г. Челябинска — 2017 г.;
- Почётные грамоты и благодарности от Главы г. Челябинска, председателя Комитета образования, директоров педагогических колледжей, Митрополита Челябинского и Миасского и др.

### I. Монографии
- 1. Емельянова, И. Е. Педагогическая тактика развития одарённости детей дошкольного возраста: монография [Текст]/ И. Е. Емельянова. — М.: Изд-во «Перо», 2011.— 286 с. (18 п.л.).
- 2. Емельянова, И. Е. Развитие детской одарённости в аспекте духовно-творческой самореализации дошкольников: монография [Текст]/ И. Е. Емельянова. — Челябинск: Изд-во Челяб. гос. пед. ун-та, 2010. — 249 с. (15,6 п.л.).
- 3. Емельянова, И. Е. Педагогическая технология развития одарённости детей дошкольного возраста: коллективная монография [Текст]/ под. ред. Л. В. Трубайчук. — Челябинск: ИИУМЦ «Образование», 2009. — 188 с. (1,1 п.л.).
- 4. Емельянова, И. Е. Компетентностная модель дошкольного образования: коллективная монография [Текст]/ под. ред. Л. В. Трубайчук. — Челябинск: ИИУМЦ «Образование», 2009. — 320 с. (1,2 п.л.).
- 5. Емельянова, И. Е. Философия, вера, духовность: истоки, позиция и тенденции развития: коллективная монография [Текст]/ под ред. О. И. Кирикова. — Кн. 24. — Воронеж: ВГПУ, 2011. — 301 с. (0,9 п.л.).
- 6. Емельянова, И. Е. Интегрированная познавательная задача как системообразующий фактор художественно-творческого развития ребёнка: коллективная монография [Текст]/ под. ред. Л. В. Трубайчук — Челябинск: ООО «РЕКПОЛ», 2011. — 158 с. (0,9 п.л.).

### II. Программы, учебные пособия
- 1. Емельянова И. Е. Педагогическая технология развития одарённости [Текст]: учебно-методическое пособие для самостоятельной работы студентов/ И. Е. Емельянова — Челябинск: Изд-во ООО «Три кита», 2010. — 195 с. (12 п.л.).
- 2. Емельянова И. Е. Развитие одарённости детей дошкольного возраста средствами лего-конструирования и компьютерно-игровых комплексов [Текст]: учебно-методическое пособие для самостоятельной работы студентов/ И. Е. Емельянова — Челябинск: Изд-во: Рекпол, 2011. — 131 с. (8 п.л.)
- 3. Террористические ситуации: формирование представлений о безопасности у детей. Емельянова И. Е., Котлованова О. В. Учебно-мотодическое пособие / Челябинск, 2021.

### III. Научные статьи
- 1. Емельянова И. Е. Развитие духовно-творческого потенциала ребёнка как фактор самореализации в социуме [Текст]/ И. Е. Емельянова// Начальная школа плюс До и После. — 2009. — № 11 — С. 10-14 (0,3 п.л.).
- 2. Емельянова И. Е. Особенности организации исследовательской деятельности одаренных детей [Текст]/ И. Е. Емельянова// Начальная школа плюс До и После. — 2009. — № 12 -С. 21 — 23 (0,2 п.л.).
- 3. Емельянова И. Е. Творческий потенциал дошкольника в аспекте актуализации детской одаренности [Текст]/ И. Е. Емельянова// Дошкольное воспитание — 2009. — № 7 С. 27-31 (0,3 п.л.).
- 4. Емельянова И. Е. Предшкольное образование и развитие предпосылок к духовно-творческой самореализации детей [Текст]/ И. Е. Емельянова// Начальная школа плюс До и После. — 2008. — № 12. — С. 13-15 (0,2 п.л.).
- 5. Емельянова И. Е. О сущности программ духовно-нравственного развития дошкольников [Текст]/ И. Е. Емельянова// Начальная школа плюс До и После. — № 9. — 2010. — С. 42-46 (0,3 п.л.).
- 6. Емельянова И. Е. Роль исследовательской деятельности в развитии одаренных детей [Текст]/ И. Е. Емельянова// Дошкольное воспитание. — № 7. — 2010. — С. 25-28 (0,2 п.л.).
- 7. Емельянова И. Е. Лего-конструирование как средство развития одаренности детей дошкольного возраста [Текст]/ И. Е. Емельянова// Начальная школа плюс До и После. — № 3. — 2012. — С. 8-12 (0,3 п.л.).
- 8. Емельянова И. Е. Интегрированная познавательная задача как системообразующий фактор художественно-творческого развития ребёнка [Текст]/ И. Е. Емельянова// Начальная школа плюс До и После. — № 10. — 2011. — С. 15-20 (0,3 п.л.).
- 9. Емельянова И. Е. Ценностный аспект формирования базиса информационной культуры детей дошкольного возраста// Емельянова И. Е., Котлованова О. В., Сыченко И. А. Информатика в школе. 2021. № 2 (165). С. 36-40.
- 10. Емельянова И. Е. Эффективность формирования представлений о безопасном поведении при чрезвычайных ситуациях террористического характера у детей дошкольного возраста// Котлованова О. В., Емельянова И. Е., Батенова Ю. В. Современное дошкольное образование. 2021. № 1 (103). С. 56-67
- 11. Емельянова И. Е. Психолого-педагогическое сопровождение формирования информационно-языковой компетентности детей дошкольного возраста// Батенова Ю. В., Емельянова И. Е., Филиппова О. Г. Ученые записки университета им. П. Ф. Лесгафта. 2020. № 9 (187). С. 28-33.
- 12. Емельянова И. Е. Теоретические обоснования возможностей музыкального сопровождения при формировании у детей представлений об адекватном поведении при угрозе и возникновении террористических актов// Котлованова О. В., Емельянова И. Е. Вопросы современной науки и практики. Университет им. В. И. Вернадского. 2020. № 1 (75). С. 135—141
- 13. Емельянова И. Е. Педагогические условия формирования основ ценностно-смысловой сферы личности ребёнка на этапе дошкольного детства// Шульгина Е. В., Терещенко М. Н., Емельянова И. Е. Мир науки, культуры, образования. 2020. № 5 (84). С. 253—256.
- 14. Емельянова И. Е. SOFT SKILLS как основа развития социального интеллекта детей дошкольного возраста// Тавед И. А., Емельянова И. Е. Вестник Тверского государственного университета. Серия: Педагогика и психология. 2020. № 4 (53). С. 121—126.
- 15. Емельянова И. Е. Организация детско-взрослого сообщества как условие формирования социокультурных ценностей у дошкольников// Шульгина Е. В., Емельянова И. Е. Вестник Северо-Осетинского государственного университета имени К. Л. Хетагурова. 2020. № 3. С. 129—137
- 16. Емельянова И. Е. Методы и стратегии обучения китайскому языку русских детей// Ху Ч., Емельянова И. Е. Азимут научных исследований: педагогика и психология. 2020. Т. 9. № 4 (33). С. 261—264
- 17. Емельянова И. Е. Методы формирования информационной грамотности детей дошкольного возраста в период самоизоляции в условиях семьи// Чжан Шу., Емельянова И. Е. Азимут научных исследований: педагогика и психология. 2020. Т. 9. № 4 (33). С. 267—270.
- 18. Емельянова И. Е. Factors of the readiness for information exchange in pre-school education establishments// Dolgova V., Batenova Y., Emelyanova I., Ivanova I., Pikuleva L., Filippova O. Education Sciences. 2019. Т. 9. № 3. С. 166.
- 19. Емельянова И. Е. Современная социальная ситуация развития и формирование информационной культуры дошкольника// Батенова Ю. В., Волчегорская Е. Ю., Емельянова И. Е. Балтийский гуманитарный журнал. 2019. Т. 8. № 3 (28). С. 13-16.
- 20. Емельянова И. Е. Теоретико-методологическое обоснование индивидуализации образования// Емельянова И. Е., Емельянова Л. А. Вестник Челябинского государственного педагогического университета. 2016. № 10. С. 35-41
- 21. Емельянова И. Е. Разработка метода песочной арт-диагностики эмоционального реагирования детей на информацию об антитеррористической безопасности// Котлованова О. В., Сыченко И. А., Емельянова И. Е., Батенова Ю. В. Научный результат. Педагогика и психология образования. 2020. Т. 6. № 4. С. 106—119.

### Свидетельства о регистрации программы для ЭВМ
- Программа оценки уровня сформированности у детей старшего дошкольного возраста представлений о безопасном поведении при угрозе и возникновении чрезвычайных ситуаций террористического характера. Котлованова О. В., Сыченко И. А., Емельянова И. Е., Батенова Ю. В., Колмогорцева А. А. Свидетельство о регистрации программы для ЭВМ 2020619883, 25.08.2020. Заявка № 2020618454 от 05.08.2020
- Программа оценки вероятности варианта эмоционального реагирования детей старшего дошкольного возраста на информацию об антитеррористической безопасности Сыченко И. А., Емельянова И. Е., Котлованова О. В., Батенова Ю. В., Многосмыслова А. А. Свидетельство о регистрации программы для ЭВМ RU 2020610354, 13.01.2020. Заявка № 2019666936 от 19.12.2019.